# European Academic Research Network

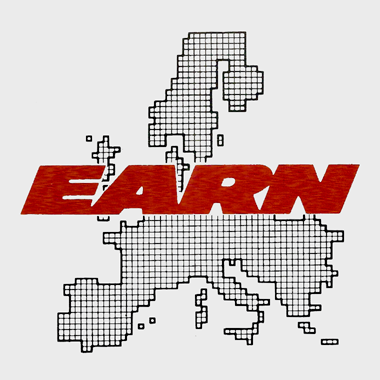
EARN Association Logo

Das European Academic and Research Network (EARN) war ein Rechnernetz für Großrechner von Universitäten sowie Forschungs- oder wissenschaftlichen Einrichtungen in Westeuropa, dem Nahen Osten und Afrika. EARN wurde Anfang 1984 gestartet, basierte auf Netzwerkprotokollen von IBM, wurde von IBM gefördert und war mit dem BITNET in den USA – einem Rechnernetz gleicher Technologie – und darüber mit weiteren derartigen Netzen sowie über Gateways mit zahlreichen anderen Netzen verbunden.

## Anschub durch IBM
IBM hatte 1983 den Vorschlag gemacht, „in Form einer schnellen Förderaktion für die europäische Wissenschaft ein Pilotnetz für einen Computerverbund zu schaffen. Der Leitgedanke war dabei, nicht auf endgültige Lösungen, die noch lange Entwicklungen vor sich hatten, zu warten, sondern ein funktional begrenztes, aber sofort verfügbares operables Pilotnetz in Europa zu installieren.“
Als Förderung hat IBM die Kosten für nationale Standleitungen der Pilotpartner, internationale Mietleitungen, die technische und administrative Koordination sowie Hard- und Software der Zentralknoten übernommen – und zwar für vier Jahre. Pilotpartner waren Institutionen mit IBM-Großrechnern.
Für den Anschluss jeder weiteren Institution waren von dieser lediglich die Leitungskosten zum nächsten Knoten zu tragen. Darüber hinaus war für mindest eine weitere Institution der Anschluss zu gewähren. 
Pro Land gab es einen Zentralknoten, der mit Zentralknoten anderer Länder verbunden war. Darüber hinaus gab es Verbindungen zu BITNET-Knoten in den USA. Die Übertragungsraten zwischen Knoten betrugen üblicherweise 2.400 bis 9.600 Bit/s, bei Transatlantikverbindungen (Seekabel bzw. per Satellit) anfangs 64 kBit/s.
Über das BITNET waren weitere Netze gleicher Technologie zu erreichen wie z. B. NETNORTH in Kanada, SCARNET in Südamerika, BITNETJP in Ostasien und GULFNET im Mittleren Osten.

## Basisdienste
Die Technik basierte auf IBMs Netzwerksoftware (Remote Spooling Communication Subsystem (RSCS) unter VM/CMS bzw. Network Job Entry/Network Job Interface (NJE/NJI) unter MVS). Diese erlaubte Nutzern das Senden beliebiger binärer Daten an andere Nutzer. Darauf aufbauend standen den Nutzern der Großrechner am EARN folgende Basisdienste zur Verfügung:
- Electronic Mail
- Senden und Empfangen von Files (Daten, Programme etc.)
- Austausch interaktiver Nachrichten (am Bildschirm)
- Übergabe von Batch Jobs (Remote Job Entry)
- Zugriff auf entfernte Daten (z. B. File Server)
- Zugriff auf andere Rechner im Dialog

Die Rechner wurden durch eine nodeid identifiziert, die Benutzer eines Rechners durch ihre userid, so dass die Adressierung recht einfach war: userid AT nodeid. Der Transport von Daten erfolgte nach dem einfachen Store-and-Forward-Prinzip: Ein zu sendender File wurde vom Ausgangsknoten vollständig bis zum nächsten Knoten geschickt, dort zwischengespeichert und anschließend weitergereicht, bis schließlich zum Zielknoten (im Gegensatz zur Ende-zu-Ende-Verbindung beim FTP des Internet). Das Herunterladen eines File von einem File Server erfolgte in zwei Stufen: Der Benutzer sendete eine Nachricht mit dem Namen des gewünschten File an den Server, der Server antwortete mit dem gewünschten File an den Benutzer.
Die EARN-Kommandos gab es natürlich auf Rechnern von IBM unter den Betriebssystemen VM/CMS und MVS. Aber auch Rechner anderer Hersteller konnten am EARN angeschlossen werden, soweit für sie Emulationen existierten (z. T. mit eingeschränkter Funktionalität): Etwa Rechner von DEC unter dem Betriebssystem VAX/VMS, Unix-Systeme sowie Rechner von CDC unter NOS/VE.
Über Mail-Gateways war nach und nach der Austausch von Electronic Mail mit vielen anderen Rechnernetzen im Wissenschaftsbereich möglich, und zwar sowohl mit Netzen basierend auf TCP/IP- als auch OSI-Protokollen. Genannt seien insbesondere das Internet, CSNET, JANET, EUnet sowie das WiN des DFN-Vereins.

## Anwendungen
In den Zentralknoten wurden allgemeine Dienste für Anwender sowie besondere Funktionen für Knotenadministratoren bereitgestellt. File Server mit Informationen und Programmen gab es auf vielen Knoten. Zu den Diensten höherer Funktionalität, bezeichnet als Anwendungen, gehörten:
- NETSERV – erfüllte verschiedene Dienstleistungen: File-Server mit Informationen über EARN und andere Netze, Netz-Software etc.; Node-Management durch Administratoren; User Directory für die Pflege eines Benutzerverzeichnisses.
- LISTSERV – Verwaltung von Mailing-Listen
- TRICKLE – File-Service für Informationen und Software zu PCs
- ASTRA – Suche in Datenbanken (unterschiedlichen Typs) am Netz
- RELAY – Konferenzen auf der Basis interaktiver Nachrichten (Vorläufer des IRC)
- NETNEWS – Lesen und Posten von News-Artikeln (s. Usenet).

## EARN Association

EARN Europa und EARN Deutschland

Die EARN-Vereinigung (gegründet 1985) hatte ihren Sitz in Paris. Die Interessen der EARN-Teilnehmer wurden vom EARN-Direktorium (Board of Directors) wahrgenommen, dem aus jedem Land ein Vertreter angehörte. Das Tagesgeschäft war an ein Exekutiv-Komitee übertragen, der erforderliche Mitarbeiterstab war sehr klein. Tagungen fanden jährlich statt, Jahresberichte wurden erstellt.
Zu den beteiligten Ländern gehörten in Westeuropa Belgien, Dänemark, Deutschland, Finnland, Frankreich, Griechenland, Großbritannien, Holland, Irland, Island, Italien, Luxemburg, Norwegen, Österreich, Portugal, Schweden, Schweiz und Spanien, im Nahen Osten Israel und die Türkei sowie in Afrika die Elfenbeinküste.
Die Ausbreitung des Internet und insbesondere das Auftauchen des WWW haben die Bedeutung des EARN schwinden lassen. Die EARN-Vereinigung hat ab 1990 in der europäischen Dachorganisation nationaler Forschungsnetze RARE (Réseaux Associés pour la Recherche Européenne) mitgewirkt. 1994 fusionierten EARN und RARE schließlich zur Nachfolgeorganisation TERENA (Trans-European Research and Education Networking Association).

## EARN in Deutschland
Der Zentralknoten in Deutschland – eine IBM 4331 mit nodeid DEARN – wurde ab April 1984 zunächst bei der Gesellschaft für Schwerionenphysik (GSI) in Darmstadt betrieben, ab 1988 bei der Gesellschaft für Mathematik und Datenverarbeitung (GMD) in Bonn.
Deutschland war sehr früh mit vielen Knoten am EARN beteiligt. Beim Start Anfang 1984 waren es 24 Institutionen. Im Mai 1986 waren 17 Länder am EARN mit insgesamt 367 Knoten beteiligt, darunter 132 in Deutschland. Im September 1987 waren es 174 Knoten in ca. 75 Institutionen.
Der Start von EARN erfolgte etwa zeitgleich mit der Gründung des Vereins zur Förderung eines Deutschen Forschungsnetzes. Obwohl viele Universitäten das „gebrauchsfertige“ EARN gern in Anspruch genommen haben, unterstützten alle den Aufbau des Wissenschaftsnetzes durch den DFN-Verein, so dass der Übergang vom EARN zum Wissenschaftsnetz (WiN) reibungslos erfolgte.